# Crocostola
Crocostola là một chi bướm đêm thuộc phân họ Olethreutinae trong họ Tortricidae.

## Các loài
- Crocostola hyperphyes Diakonoff, 1953